# Division de Lower River
La division de Lower River est l'une des cinq subdivisions de la Gambie. Son chef-lieu est la ville de Mansa Konko.

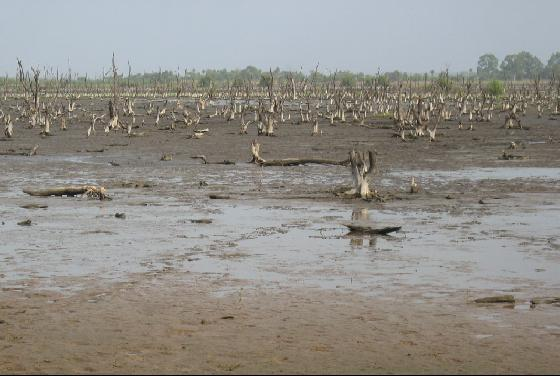
Near Sankandi, Lower River Division west of Soma

Elle est divisée en 6 districts :
- Jarra Central
- Jarra East
- Jarra West
- Kiang Central
- Kiang East
- Kiang West